# Nevėžis Kiejdany
Nevėžis Kiejdany (lit. Futbolo klubas „Nevėžis“) – litewski klub piłkarski, mający siedzibę w mieście Kiejdany, w środkowej części kraju, grający od 2022 roku w LFF I lyga.

## Historia
Chronologia nazw:
- 1962: FK Nevėžis
- 1992: FK Chemikas
- 1996: FK Nevėžis-Fostra
- 1997: FK Nevėžis-Lifosa
- 1999: FK Nevėžis

Klub sportowy FK Nevėžis został założony w miejscowości Kiejdany w 1962 roku i reprezentowała miejscową Fabrykę Sprzętu Elektrycznego (EAG), która powstała w 1958 roku i należała do zrzeszenia produkcyjnego Vilnius "Elfos". Wcześniej, od 1945 roku w mieście funkcjonował klub FK Žalgiris, który w 1954 zmienił nazwę na FK Spartakas, w 1955 na FK Žalgiris, w 1956 na FK Nemunas, a w 1958 na FK MMS. Po powstaniu fabryki klub został przydzielony do zakładu w celu sponsorowania i w 1959 roku otrzymał nazwę FK EAG (Elektros Aparatūros Gamykla). Początkowo od 1946 zespół z Kiejdan występował w jednej z grup drugiej ligi mistrzostw Litewskiej ZSRR, zwanej II grupė, a potem B klasė. W 1954 spadł nawet do II lyga (D3), ale po roku wrócił do drugiej ligi, zwanej B grupė. Dopiero w sezonie 1960/61 klub debiutował w rozgrywkach najwyższej A klasė (D1), zajmując 11.miejsce w podgrupie 1. W 1962 roku klub przyjął obecną nazwę FK Nevėžis i ustalił oficjalną datę powstania klubu. W 1964 po reorganizacji systemu lig i podziale A klasė na II grupė i II grupė, klub został zakwalifikowany do drugiej grupy. Natychmiast wygrał grupę i awansował do pierwszej grupy. W 1966 klub osiągnął pierwszy wielki sukces, zostając mistrzem Litewskiej ZSRR. W 1967 zdobył po raz pierwszy Puchar Litewskiej ZSRR. Następnie w latach 1972 i 1973 klub zdobywał mistrzostwo, a w 1968, 1970, 1972 i 1973 Puchar kraju. Do 1988 zespół występował w najwyższej lidze (z wyjątkiem sezonu 1982), a potem po zajęciu przedostatniej 15.pozycji w Aukščiausioji lyga został zdegradowany do I lyga (D2). W 1989 był trzecim w Aukštaitijos zona I lyga.
W 1990 po odzyskaniu niepodległości przez Litwę klub startował w Aukščiausioji lyga (D1). W najwyższej lidze jednak nie uczestniczyło 9 zespołów, które brały udział w międzynarodowej Baltijos lyga. Po zajęciu 11.miejsca został zdegradowany do I lyga (D2). W 1992 roku klub zamienił się nazwami z Chemikas Kiejdany. Główny klub otrzymał nazwę FK Chemikas, a chemicy przyjęły nazwę FK Sakalas i występowały w trzeciej lidze. Druga liga w 1994 zmieniła nazwę na II lyga. W sezonie 1996/97 klub z nową nazwą FK Nevėžis-Fostra zajął drugie miejsce w II lyga i otrzymał promocję do Lietuvos lyga. W 1997 klub zmienił nazwę na FK Nevėžis-Lifosa, a w 1999 przyjął pierwotną nazwę FK Nevėžis. Po zakończeniu sezonu 2002 został zdegradowany do I lyga, ale po dwóch latach wrócił do A lyga. Dwa lata później w 2007 ponownie spadł do I lyga, w której grał przez kolejną dekadę. W sezonie 2020 najpierw zajął drugie miejsce w sezonie zasadniczym, a potem zwyciężył w turnieju finałowym I lyga i awansował do A lyga.

## Barwy klubowe, strój
|  |  |  |

Klub ma barwy żółto-niebiesko-białe. Zawodnicy domowe spotkania zazwyczaj grają w niebieskich koszulkach, niebieskich spodenkach i niebieskich getrach.

## Sukcesy

### Trofea międzynarodowe
Nie uczestniczył w rozgrywkach europejskich (stan na 31-05-2020).

### Trofea krajowe
| \| \| Zdobyte trofea w rozgrywkach Litwy (stan na: 31-08-2020) \| |                                                          |      |                                                                                    |
| Rozgrywki                                                         | Osiągnięcie                                              | Razy | Sezon(y)                                                                           |
| Mistrzostwo                                                       | I miejsce                                                | 3    | 1966, 1972, 1973                                                                   |
| Mistrzostwo                                                       | II miejsce                                               | 2    | 1968, 1969                                                                         |
| Mistrzostwo                                                       | III miejsce                                              | 3    | 1967, 1970, 1979                                                                   |
| Puchar                                                            | zdobywca                                                 | 5    | 1967, 1968, 1970, 1972, 1973                                                       |
| Puchar                                                            | finalista                                                | 2    | 1961, 1982                                                                         |
| II liga                                                           | I miejsce                                                | 2    | 1964 (II grupė), 2020                                                              |
| II liga                                                           | II miejsce                                               | 2    | 1948 (Aukštaitijos zona), 1952 (Kėdainių zona)                                     |
| II liga                                                           | III miejsce                                              | 4    | 1946 (finalas), 1947 (Aukštaitijos zona), 1951 (finalas), 1989 (Aukštaitijos zona) |
| Litwa                                                             | Zdobyte trofea w rozgrywkach Litwy (stan na: 31-08-2020) |      |                                                                                    |

- II lyga (D3):
  - wicemistrz (1x): 1955 (finalas)

## Poszczególne sezony

### Rozgrywki krajowe
| \| Litwa \| Bilans występów klubu w rozgrywkach piłkarskich Litwy (Stan na 31 grudnia 2020 r.) \| \| |                                                                                    |        |       |   |   |   |    |    |     |                                                                         |        |        |      |
| Poziom                                                                                               | Rozgrywki                                                                          | Sezony | Mecze | Z | R | P | B+ | B– | Pkt | Lata                                                                    | Awanse | Spadki | Naj. |
| I | A lyga                                                                             | 36     |       |   |   |   |    |    |     | 1960–1963, 1965–1981, 1983–1988, 1990, 1997–2002, 2005–2006, od 2021    | 0      | 6      | 1    |
| II                                                                                                   | I lyga                                                                             | 40     |       |   |   |   |    |    |     | 1946–1954, 1956–1960, 1964, 1982, 1989, 1991–1997, 2003–2004, 2007–2019 | 7      | 1      | 1    |
| III                                                                                                  | II lyga                                                                            | 1      |       |   |   |   |    |    |     | 1955                                                                    | 1      | 0      | 2    |
| | Puchar Litwy                                                                       | 73     |       |   |   |   |    |    |     | od 1947                                                                 | 0      | 0      | 1    |
| Litwa                                                                                                | Bilans występów klubu w rozgrywkach piłkarskich Litwy (Stan na 31 grudnia 2020 r.) |        |       |   |   |   |    |    |     |                                                                         |        |        |      |

## Piłkarze, trenerzy, prezydenci i właściciele klubu

### Piłkarze

#### Aktualny skład zespołu
| Nr | Poz. | Piłkarz               |
| -- | ---- | --------------------- |
| 4  | OB   | Tomas Rakašius        |
| 13 | NA   | Lukas Berednikovas    |
| 14 | PO   | Erikas Makauskas      |
| 17 | PO   | Junior Timite         |
| 18 | OB   | Soichiro Suzuki       |
| 21 | PO   | Nedas Šatas           |
| 22 | PO   | Arminas Lukoševičius  |
| 24 | OB   | Augustas Aksinavičius |
| 34 | BR   | Robertas Granauskas   |
| 35 | PO   | Rokas Župerka         |
| 91 | PO   | Mindaugas Butkus      |
| 99 | OB   | Karolis Rukuiža       |

### Trenerzy
- 1961–1963: Aleksandras Janonis
- 1964: Leonas Ulevičius
- 1965–1975: Henrikas Markevičius
- 1974: Aleksas Šalkauskas
- 1976–1977: Andrius Paškevičius
- 1978–1983: Algimantas Gricius
- 1984: Anatolijus Semionovas
- 1985: Algimantas Gricius
- 1986: Romualdas Lavrinavičius
- 1988: Algimantas Gricius
- 1989–1992: Stanislovas Tiškus
- 1992: R. Kišonas
- 1993–1999: Romaldas Juknevičius
- 2000: Vidmantas Urbonas
- 2001–2002: Romaldas Juknevičius
- 2002: Robertas Žalys
- 2003: Vygandas Jodenis
- 2004–2005: Vitalijus Stankevičius
- 2005–2007: Vytautas Vaškūnas
- 2008: Vidmantas Urbonas
- 2008: Sigitas Aliubavičius
- 2009: Alvydas Sveikauskas
- 2010: Vidas Adomaitis
- 2011–2014: Saulius Vertelis
- 2015: Darius Urbelionis
- 2015: Saulius Vertelis
- 2016: Vitalijus Stankevičius
- 2017: Marius Skinderis
- 2018–2019: Giovanni Scanu
- 2019–2021: Vitalijus Stankevičius

### Prezydenci
- 1962–1988:  Stasys Sakalys

...
- od 201?:  Saulius Skibiniauskas

## Struktura klubu

### Stadion
Klub piłkarski rozgrywa swoje mecze domowe na Stadionie Centralnym w mieście Kiejdany o pojemności 2 tys. widzów.

### Derby
- Jaunystė Kiejdany
- FK Kėdainiai
- FK Jonava
- FK Kauno Žalgiris
- FK Panevėžys
- Atletas Kowno
- Ekranas Poniewież
- FBK Kaunas
- Inkaras Kowno
- Sparta Kowno
- Stumbras Kowno
- Vienybė Wiłkomierz